# Lanagan
Lanagan – miasto w Stanach Zjednoczonych, w stanie Missouri, w hrabstwie McDonald.